# Elizabeth Barnes
Elizabeth Barnes es una filósofa estadounidense que trabaja en filosofía feminista, metafísica, filosofía social y ética. Barnes es profesor de filosofía en el Departamento de Filosofía de Corcoran de la Universidad de Virginia.

## Biografía
Barnes nació en Asheville, Carolina del Norte, y se crio alrededor de Charlotte, Carolina del Norte.Barnes tiene una licenciatura del Davidson College,donde se graduó magna cum laude, y una maestría y un doctorado de la Universidad de St Andrews,donde estudió con Katherine Hawley y Daniel Nolan. Después de graduarse de St Andrews, Barnes ocupó puestos en el departamento de filosofía de la Universidad de Leeds desde 2006, antes de unirse a la facultad de Virginia en 2014. En 2012, se convirtió en editora en jefe de la revista Philosophy Compass.
Barnes ha publicado en varios campos de la filosofía,y ha editado un volumen titulado Current Controversies in Metaphysics, que se publicó con Routledge en 2015. En 2016, su monografía The Minority Body se publicó con Oxford University Press. En el libro, Barnes desafía la visión de la discapacidad común en la filosofía analítica, argumentando en su lugar que es principalmente un fenómeno social. Las personas con discapacidad, argumenta, no están intrínsecamente peor en virtud de estar discapacitadas, a pesar de que la discapacidad puede ser, en un sentido restringido, un daño.

## Publicaciones

### Libros
- (2016) El cuerpo de la minoría: una teoría de la discapacidad. Oxford: Oxford University Press.
- (2015, como editor) Controversias actuales en metafísica. Londres: Routledge.

### Artículos
- (2014) "Going Beyond the Fundamental: Feminism in Contemporary Metaphysics", Proceedings of the Aristotelian Society 114 (3), pp. 335-51.
- (2014) "Valorar la discapacidad, causar discapacidad", Ética 125 (1), pp. 88-113.
- (2014) "Indeterminación fundamental", Filosofía analítica 55 (4), pp. 339-62.
- (2013) "Ex existencia metafísicamente indeterminada", Estudios filosóficos 166, pp. 495–510.
- (2012) "Emergence and Fundamentality", Mind 121 (484), pp. 873–901.
- (2011) "Regreso al futuro abierto". Perspectivas filosóficas: Metafísica (25), pp. 1-26. (con Ross Cameron)
- (2011) "Una teoría de la indeterminación metafísica", Oxford Studies in Metaphysics (6), pp. 103-48. (con JRG Williams)
- (2011) "Respuesta a Eklund", Oxford Studies in Metaphysics (6). (con JRG Williams)
- (2010) "Ontic Vagueness: A Guide for the Perplexed", Noûs 44 (4), pp. 607-27.
- (2010) "Argumentos contra la indeterminación metafísica". Filosofía Brújula (5), pp. 953-64.
- (2009) "Discapacidad y preferencia adaptativa", Perspectivas filosóficas 23 (1), pp. 1–22.
- (2009) "Partes vagas e identidad vaga", Pacific Philosophical Quarterly 90 (2), pp. 176-87. (con JRG Williams)
- (2009) "El futuro abierto: bivalencia, determinismo y ontología", Estudios filosóficos 146 (2), pp. 291-309. (con Ross Cameron)
- (2009) "Discapacidad, minoría y diferencia", Journal of Applied Philosophy 26 (4), pp. 337-55.
- (2009) "Indeterminacy, Identity, and Counterparts: Evans Reconsidered", Synthese 168 (1), pp. 81-96.
- (2007) "Vagueness and Arbitrariness: Merricks on Composition", Mind 116 (461), pp. 105-13.
- (2005) "Vagueness in Sparseness: a study in property ontology", Analysis 65 (4), pp. 315-21.